# David Fintz Altabé
David Fintz Altabé (1929 New York - 2008 Tampa) byl učenec a básník specializující se na židovsko-španělskou literaturu a sefardskou kulturu. Sloužil dvakrát jako prezident Americké společnosti sefardských studií, stejně jako místopředseda Americké asociace židovských přátel Turecka. Byl také v Sephardic Council of Overseers a vyučoval španělštinu na City University of New York, kde byl emeritním profesorem. Básně začal psát v roce 1963 po smrti svého otce. Pro soubor Ladino Players napsal hru Merekiyas de Orchard Street.
Narodil se v New Yorku sefardským rodičům tureckého původu a zemřel v listopadu 2008.

## Dílo
- Temas y Dialogos (1970)
- "The significance of 1492 to the Jews and Muslims of Spain.” Archivováno 24. 3. 2017 na Wayback Machine. Hispania (1992)
- Spanish and Portuguese Jewry Before and After 1492 (1993)
- Una Kozecha de Rimas i Konsejas: A Harvest of Rhymes and Folk-Tales. (2000)